# Al Hassan Saleh
Al Hassan Saleh, né le 25 juin 1991 à Ras el Khaïmah aux Émirats arabes unis, est un joueur de football international émirati, qui évolue au poste d'arrière gauche.

## Biographie

### Carrière en sélection
Il reçoit sa première sélection en équipe des Émirats arabes unis le 20 novembre 2018, en amical contre le Yémen (victoire 2-0).
En janvier 2019, il est retenu par le sélectionneur Alberto Zaccheroni afin de participer à la Coupe d'Asie des nations organisée dans son pays natal. Lors de cette compétition, il joue quatre matchs. Les joueurs émiratis s'inclinent en quart de finale face au Qatar.

## Palmarès
- Champion des Émirats arabes unis en 2019 avec le Sharjah FC
- Champion des Émirats arabes unis de D2 en 2013 avec l'Emirates Ras al-Khaimah